# Jean O'Leary
Jean O'Leary (Kingston, 4 de março de 1948 – San Clemente, 4 de junho de 2005) foi uma ativista lésbica e gay norte-americana. Ela foi a fundadora da Liberação Feminista Lésbica, um dos primeiros grupos ativistas lésbicos do movimento feminista, e uma das primeiras integrantes e codiretora da Força-Tarefa Nacional Gay e Lésbica. Ela foi cofundadora do Dia Nacional de Sair do Armário.
Em 1977, O'Leary organizou a primeira reunião de líderes gays na Casa Branca e, em seguida, organizou a aprovação de uma resolução de preferência sexual para a National Organization for Women (NOW) na Igreja da Comunidade Metropolitana de Houston. Antes de se tornar uma ativista lésbica e dos direitos gays, ela era uma irmã religiosa católica romana. Mais tarde, ela escreveria sobre sua experiência em uma antologia de 1985, Lesbian Nuns: Breaking Silence.

## Primeiros anos
O'Leary nasceu em Kingston, Nova Iorque, e foi criada em Cleveland, Ohio. Em 1966, pouco tempo após de concluir o ensino secundário, ingressou no noviciado das Irmãs da Humildade de Maria, de Villa Maria, Pensilvânia, com o objetivo de "ter um impacto no mundo". Em 1971, após se formar em psicologia pela Universidade Estadual de Cleveland, ela deixou o convento antes de completar o período de treinamento.

## Ativismo LGBT
Em 1971, O'Leary mudou-se para Nova Iorque e fez doutorado em desenvolvimento organizacional na Universidade Yeshiva. Como lésbica durante esse período, ela se envolveu com o recém-criado movimento pelos direitos gays, juntando-se ao Capítulo da Gay Activists' Alliance (GAA) no Brooklyn e, mais tarde, fazendo lobby com políticos estaduais. Em 1972, sentindo que era muito dominado pelos homens do movimento, ela deixou a GAA e fundou a Lesbian Feminist Liberation, um dos primeiros grupos ativistas lésbicos no movimento feminista. Dois anos depois, ela se juntou à National Gay Task Force, negociando a paridade de gênero em seu executivo com o diretor Bruce Voeller, juntando-se como codiretor executivo.
Em 1977, O'Leary organizou a primeira reunião de ativistas dos direitos gays na Casa Branca por meio de acordos feitos com a funcionária da Casa Branca Midge Costanza, com quem ela mantinha um relacionamento secreto. Ela foi a primeira pessoa assumidamente gay nomeada para uma comissão presidencial, a Comissão Nacional para a Observância do Ano Internacional da Mulher, por Jimmy Carter. Nessa função, ela negociou a inclusão dos direitos gays e lésbicos na discussão de uma conferência que marcou o ano em Houston, Texas.
Em novembro de 1977, O'Leary foi palestrante na Conferência Nacional de Mulheres de 1977. Outros palestrantes incluíram Rosalynn Carter, Betty Ford, Lady Bird Johnson, Bella Abzug, Barbara Jordan, Audrey Colom, Claire Randall, Gerridee Wheeler, Cecilia Burciaga, Gloria Steinem, Lenore Hershey.
O'Leary estava entre os três delegados abertamente gays na convenção do Partido Democrata dos Estados Unidos em 1976. Ela também serviu no Comitê Nacional Democrata por 12 anos, 8 deles no comitê executivo.
No início da década de 1980, O'Leary concentrou-se na construção da National Gay Rights Advocates, então um dos maiores grupos nacionais de direitos de gays e lésbicas. Foi uma das primeiras a responder às implicações da epidemia de HIV/AIDS para as liberdades legais e civis, recorrendo a litígios agressivos para garantir o acesso dos pacientes de AIDS ao tratamento.
Ela foi cofundadora do Dia Nacional de Sair do Armário com Rob Eichberg em 1988.

### Feminismo lésbico radical
Em um discurso feito no Dia da Libertação da Rua Christopher de 1973, O'Leary leu uma declaração em nome de 100 mulheres que dizia, em parte: "Apoiamos o direito de cada pessoa de se vestir da maneira que desejar. Mas nos opomos à exploração de mulheres por homens para entretenimento ou lucro." Em resposta, Sylvia Rivera e Lee Brewster, ambas drag queens autodenominadas, subiram no palco e responderam: "Vocês vão aos bares por causa do que as drag queens fizeram por vocês, e essas vadias nos dizem para parar de ser nós mesmas!"
No início da década de 1970, O'Leary e outros ativistas da libertação gay não incluíram ativamente todos os transexuais e travestis na legislação proposta sobre os direitos gays, em grande parte devido à crença de que isso tornaria a legislação básica muito difícil de ser aprovada na época. O'Leary mais tarde se arrependeu de sua posição contra as drag queens presentes em 1973: "Olhando para trás, acho isso muito embaraçoso porque minhas opiniões mudaram muito desde então. Eu nunca escolheria um travesti agora." Foi horrível. Como eu poderia trabalhar para excluir travestis e, ao mesmo tempo, criticar as feministas que estavam fazendo o melhor que podiam naquela época para excluir lésbicas?"
O'Leary estava se referindo à Ameaça Lavanda, uma descrição feita pela feminista da segunda onda, Betty Friedan, para as tentativas das integrantes da National Organization or Women (NOW) de se distanciarem da percepção da NOW como um refúgio para lésbicas. Como parte desse processo, Rita Mae Brown e outras lésbicas que atuavam na NOW foram forçadas a sair. Elas organizaram um protesto em 1970 no Segundo Congresso para Unir as Mulheres e conquistaram o apoio de muitas integrantes da NOW, obtendo finalmente aceitação total em 1971.

## Vida pessoal
Ela e sua parceira, Lisa Phelps, tiveram uma filha (Victoria) e um filho (David de Maria).
O'Leary morreu em 4 de junho de 2005, em San Clemente, Califórnia, de câncer de pulmão, aos 57 anos.

## Legado
"[Jean O'Leary] ajudou o movimento de mulheres a reconhecer o custo universal da homofobia e o movimento gay a perceber que marginalizar as vozes das lésbicas apenas diminuiria seu poder."

— Gloria Steinem, via The New York Times.
A segunda temporada, episódios 4 e 5 do podcast Making Gay History são sobre a trajetória de vida dela.
O'Leary, e sua defesa pela inclusão dos direitos de lésbicas e gays na Conferência Nacional de Mulheres de 1977, é retratada pela atriz canadense Anna Douglas na minissérie Sra. América, do canal de televisão FX.